# Célula estaminal neural
As células estaminais neurais ou células-mãe neurais (na sua sigla inglesa seria NSC, de neural stem cell) são células multipotentes que se auto-renovam encarregues de gerar primeiro as células progenitoras gliais radiais que por sua vez geram os neurónios e glia do sistema nervoso de todos os animais durante o desenvolvimento embrionário.